# يلينا أوستابينكو
يلينا أوستابينكو (باللاتفية: Aļona Ostapenko)‏ مواليد 8 يونيو 1997 في ريغا، هي لاعبة كرة مضرب لاتفية وتحتل حالياً المرتبة 13 (3 يوليو 2017) في تصنيف رابطة محترفات كرة المضرب. هي إحدى بطلات الجراند سلام حيث فازت بدورة فرنسا المفتوحة 2017.

## الخط الزمني للأداء
مفتاح
| ف | ن | ن.ن | ر.ن | د# | د.م | ل | أ.أ | ت | غ | ب | ف | ذ | م.خ | ل.ت |

(ف) فاز بالبطولة (ن) وصل النهائي (ن.ن) نصف النهائي (ر.ن) ربع النهائي (د#) الأدوار الأربعة الأولى (د.م) دور المجموعات (ل) شارك في كأس ديفيز (أ.أ) خرج من الأدوار الاولى (ت) خسر التصفيات التأهيلية (غ) غاب عن الحدث أو البطولة (ب) حصل على ميدالية برونزية (ف) حصل على ميدالية فضية (ذ) حصل على ميدالية ذهبية (م.خ) بطولة الماسترز خُفضت إلى مرتبة أقل (ل.ت) البطولة لم تعقد في السنة المعينة.
لتجنب الارتباك وازدواجية الحساب، يتم تحديث هذه المعلومات إما في نهاية البطولة، أو عندما تكون مشاركة اللاعب في البطولة قد انتهت.

### الفردي
| دورات الجراند سلام            |      |      |     |
| الدورة                        | 2015 | 2016 | ف-خ |
| بطولة أستراليا المفتوحة للتنس | غ    | د1   | 0–1 |
| دورة رولان غاروس الدولية      | د1   |      | 0–1 |
| بطولة ويمبلدون                | د2   |      | 1–1 |
| أمريكا المفتوحة               | د2   |      | 1–1 |
| فوز-خسارة                     | 2–3  | 0–1  | 2–4 |

## الميداليات
| الميدالية | المسابقة                              |
| --------- | ------------------------------------- |
| برونزية   | الألعاب الأولمبية الصيفية للشباب 2014 |

## روابط خارجية
- يلينا أوستابينكو على موقع رابطة محترفات التنس (الإنجليزية)
- يلينا أوستابينكو على موقع الاتحاد الدولي لكرة المضرب (الإنجليزية)
- يلينا أوستابينكو على موقع كأس بيلي جين كينغ (الإنجليزية)
- يلينا أوستابينكو على موقع بطولة ويمبلدون (الإنجليزية)
- يلينا أوستابينكو على موقع خلاصة التنس.كوم (الإنجليزية)
- يلينا أوستابينكو على موقع إي إس بي إن.كوم (الإنجليزية)
- يلينا أوستابينكو على موقع اللجنة الأولمبية الدولية (الإنجليزية)
- يلينا أوستابينكو على موقع أوليمبيديا (الإنجليزية)
- يلينا أوستابينكوعلى موقع اللجنة الأولمبية اللاتفية (مؤرشف) (اللاتفية)